# قدر الكسوف

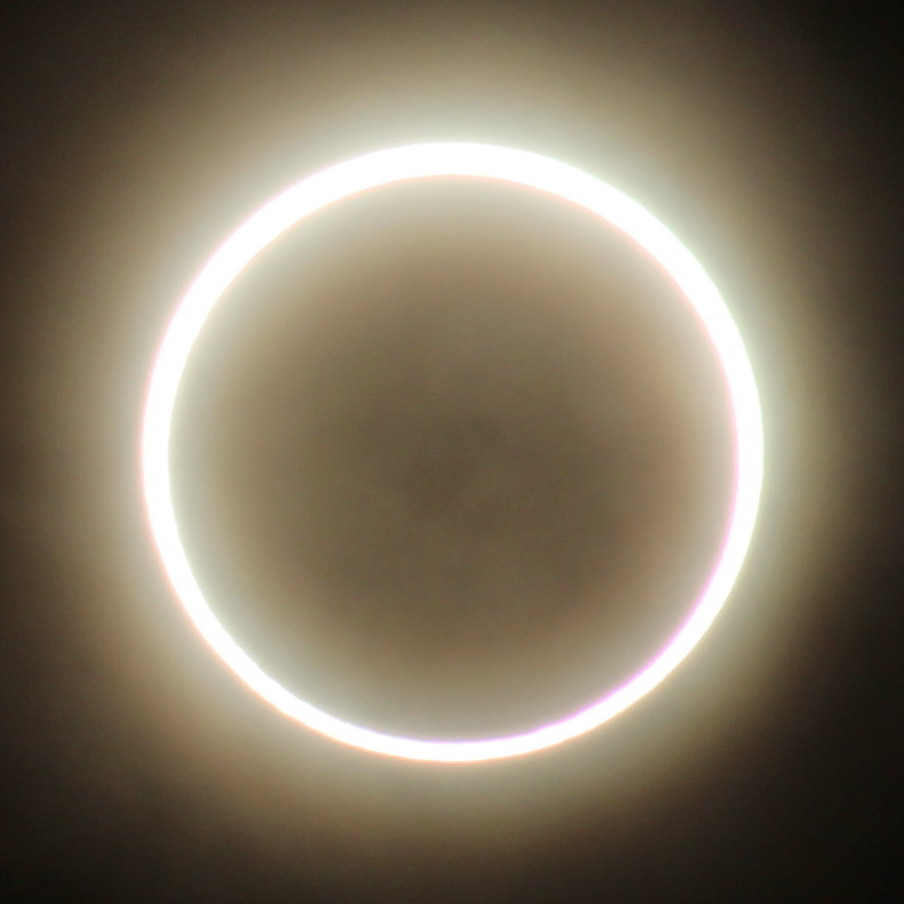
كسوف حلقي له قدر أقل من 1.0

قدر الكسوف هو جزء من القطر الزاوي للجرم الفلكي المكسوف. وهذا ينطبق على جميع الكسوفات السماوية.خلال الكسوف الجزئي أو الحلقي، قدر الكسوف دائما بين 0.0 و1.0، في حين، خلال الكسوف الكلي، القدر دائما على الأقل 1.0.
ولا ينبغي الخلط بين قدر الكسوف واحتجاب الكسوف الذي هو جزء من منطقة الجرم المكسوف (الشمس) يحجبها الجرم الكاسف (القمر) في حين أن قدر الكسوف هو بدقة نسبة الأقطار. كما لا ينبغي الخلط بينه وبين مقياس القدر الفلكي للسطوع الظاهري. ويمكن التعبير عن قدر الكسوف إما بنسب مئوية أو أجزاء عشرية (على سبيل المثال، 50٪ أو 0.50).

## تأثير القدر على الكسوف الشمسي

تصور لكسوف الشمس من مواقع مختلفة. يظهر كل رمز منظر من وسط البقعة السوداء، والتي تمثل القمر.

قدر الكسوف الشمسي هو جزء من قطر الشمس الذي يحجبه القمر أي نسبة الأقطار.
والأحجام الظاهرة للقمر والشمس متقاربة حوالي 0.5 درجة، أو 30 '، ولكن كلاهما يتغيران لأن المسافة بين الأرض والقمر تتغير. (المسافة بين الأرض والشمس تتفاوت أيضا، ولكن تأثيرها طفيف في المقارنة.)
في كسوف الشمس الحلقي، قدر الكسوف هو النسبة بين الأقطار الزاويّة الظاهرة للقمر وأشعة الشمس خلال الكسوف الأقصى، مما يؤدي إلى نسبة أقل من 1.0. وقدر الكسوف أقل من واحد، لذلك فإن قرص القمر لا يغطي الشمس تماما. وعند محاذاة مركزيّ الأقراص بما فيه الكفاية، فلا تزال حلقة من أشعة الشمس مرئية حول القمر. وهذا ما يسمى بالكسوف الحلقي.
ولكي يحدث كسوف الشمس الكلي، يجب أن تكون نسبة الأقطار الظاهرة للقمر والشمس 1.0 أو أكثر؛ ويجب أن تكون الأجسام السماوية الثلاث (الشمس والأرض والقمر) متراصفة مركزيا بما فيه الكفاية. في هذة الحالة يغطي قرص القمر قرص الشمس في السماء تماما. والمسار الكلي (أي الظل المتحرك للقمر الذي يمنع جميع أشعة الشمس المباشرة من الوصول إلى سطح الأرض) هو شريط ضيق نسبيا، على بعد بضعة مئات من الكيلومترات على الأكثر.
في كسوف الشمس الجزئي، قدر الكسوف هو جزء من قطر الشمس الذي يحجبة القمر في وقت الكسوف الأقصى. كما يشاهد من موقع واحد، يتفاوت قدر الكسوف اللحظي، كونه بالضبط 0.0 في بداية الكسوف، ويرتفع إلى القيمة القصوى، ثم ينخفض إلى 0.0 في نهاية الكسوف. وعندما يقول المرء «قدر الكسوف» دون مزيد من التفاصيل، يعني عادة القيمة القصوى لقدر الكسوف.
يختلف قدر الكسوف ليس فقط بين الكسوفات المختلفة، ولكن أيضا عن طريق منظر الكسوف من المواقع المختلفة. فقد يكون الكسوف حلقي في موقع وكلي في موقع آخر أي اعتمادا على موقع المراقب على طول مسار الكسوف المركزي. ويسمى هذا الكسوف المختلط من بالكسوف الهجين. والتأثير على خسوف القمر مماثل تماما، مع وجود بعض الاختلافات.أهمها ظل الأرض على القمر دائما أكبر بكثير من القمر، لذلك فإن الخسوف القمري لا يمكن أبدا أن يكون حلقي ولكنه دائما جزئي أو كلي.